# Каплун, Борис Гитманович
Бори́с Ги́тманович Каплу́н (1894, Черкассы, Киевская губерния — 28 ноября 1937, расстрельный полигон «Коммунарка») — советский инженер и хозяйственный работник. Член коллегии отдела управления Петроградского Совета (губисполкома, 1919—1921).
Меценат, помогал многим литераторам, слыл любителем искусств и балета в особенности. Социал-демократ (1916—1917), затем коммунист (1917—1921).

## Биография
Б. Г. Каплун родился в 1894 году в Черкассах, родом из мещан. Племянник или двоюродный брат М. С. Урицкого. Работал авиационным электротехником, учился в Петроградском технологическом институте. В 1916 году примкнул к меньшевикам, в сентябре 1917 года вступил в РСДРП(б) (исключён в 1921 году).
В 1918 году служил комиссаром сформированного при городском комиссариате внутренних дел особого полка по охране Петрограда (бывший Семёновский). По данным неназванного осведомителя, в ноябре 1918 года некоторое время исполнял обязанности Комиссара внутренних дел Украинской ССР (или же передал значительную сумму денег для Комиссариата внутренних дел); в том же году покинул Киев. В 1919 году — член коллегии отдела управления Петроградского Совета (позже — Петроградский губисполком), с 1 февраля 1919 года руководил комиссией по национализации городских кладбищ, с 19 февраля — одновременно Постоянной комиссией по постройке Первого государственного крематория и морга в Петрограде (первого в РСФСР крематория). 14 декабря 1920 года руководил открытием этого крематория (Петроградский государственный крематориум) на Васильевском острове, располагавшегося в прачечных бань бывшего жилого дома Рожкова (Камская улица, 6; тогда — Васильевский остров, 14-я линия, д. 95/97); в этот день было осуществлено первое опытное сожжение трупа красноармейца Малышева. Обложку для брошюры о кремации рисовал Юрий Анненков. Проект перестройки части здания под крематорий был выполнен под руководством гражданского инженера А. Джорогова; в 1923 году крематорий был закрыт.
В 1920 году — управляющий делами отдела управления Петрогубисполкома. Ходатайствовал за Блока, которого решили «уплотнить» в его квартире на Офицерской. Гумилёву выхлопотал дополнительный паёк (и ему же добывал склянки с эфиром, к которому, как говорят, поэт пристрастился в последний год жизни). Приложил определённые усилия, чтобы воспрепятствовать закрытию Мариинского театра, где в благодарность за ним была закреплена особая ложа.
В 1922—1923 годах — управляющий конторой петроградского Промбанка. В 1924—1925 годах жил в Баку, работал журналистом в редакции республиканской профсоюзной газеты «Труд».
Во время приезда Есенина в Баку, встречался с поэтом, беседовал и слушал, как он читал свои только что написанные стихи. Был очевидцем, как С. М. Киров в кабинете П. И. Чагина с вниманием слушал выступление Есенина.
Б. Г. Каплун вспоминал:
«В редакционной комнате рабкоров по их просьбе, после стихов Есенин коротко, но выразительно, рассказал свою биографию».
Вместе с Есениным присутствовал на открытии в Баку памятника 26 бакинским комиссарам. Последняя встреча состоялась 1 мая 1925 года у горы Степана Разина — традиционном месте маёвок нефтяников.
После смерти С. Есенина Б. Каплун переписывался с С. А. Толстой-Есениной, оказывал помощь в сборе материалов о поэте для музея.
В конце 1920-х гг. переехал в Москву, где был заместителем директора авторемонтного завода № 1 Наркомата тяжёлой промышленности СССР, проживал по адресу: ул. Солянка, д. 1, кв. 83-а. 23 мая 1937 года был арестован, обвинялся в участии в троцкистской террористической организации. 28 ноября 1937 года решением Военной коллегии Верховного суда СССР расстрелян на полигоне «Коммунарка» в Московской области. 11 мая 1957 года реабилитирован ВК ВС СССР.

### Семья
- Брат — Соломон Гитманович Каплун (псевдоним «С. Сумский»; 1883—1940), литературный критик, издатель, корреспондент газеты «Киевская мысль», редактор журнала «Южное дело» (1918—1919), основатель и глава берлинского издательства «Эпоха», в 1923—1925 гг. выпускавшего литературно-научный журнал «Беседа», заведующий отделом хроники «Последних новостей» (Париж), меньшевик[5].
- Сестра — Софья Гитмановна Спасская, художник трёхмерного пространства, скульптор[14]. Б. Г. Каплун покровительствовал её мужу, писателю С. Д. Спасскому[15].
- Сестра — Клара Гитмановна Каплун (1892—1953)[16], вторая жена писателя С. Д. Спасского.
- Жена — Ольга Александровна Спесивцева, русская прима-балерина[1][11].